# Rosenvængets Allé
Rosenvængets Allé er en ca. 300 meter lang gade på Østerbro i villakvarteret Rosenvænget. Det er en L-formet sidegade til Østerbrogade, hvorfra den fortsætter mod øst, og slår et knæk ved legepladsen ved Livjægergade, hvorefter den mod nord ender ved Rosenvængets Hovedvej.

## Historie
Navnet Rosenvænget kendes fra 1858 og er afledt af navnet på landejendommen Rosendal, på hvis jorde kvarteret er anlagt. Rosendal blev navngivet af Reinhard Iselin i 1762, der havde købt den i 1761. Hans slægt stammede fra den tyske by Rosenfeld, hvilket formentlig er baggrunden for navnet.
Rosenvænget udgjorde til midten af 1700-tallet et skel mellem by og land. Nord for lå der vidstrakte fælleder, hvor heste og køer græssede hele sommeren. Syd for – på stykket ind til Søerne – lå der haver og traktørsteder. Syd for lå også de kongelige fiskedamme, hvor en fiskeforpagter Johan Wilhelm Schwermann holdt opsyn med de kongelige fisks trivsel. Her planlagdes omkring år 1800 et hospital for sindslidende, men det blev i stedet lagt ved Roskilde (Sankt Hans Hospital). En nærliggende gade minder om fiskedammene: Fiskedamsgade.
Efter at byggerestriktionerne i 1852 blev trukket ind til Søernes inderside, og det blev tilladt at bygge i større stil, overtog kgl. hof-vinhandler Mozart Waagepetersen området og udstykkede det til godt 50 store villagrunde. Det udviklede sig til det første egentlige villakvarter i København. Gaderne i området blev anlagt lige efter 1857. Der blev udarbejdet strenge retningslinjer for byggeriet i området for at sikre ensartethed i de eksklusive villaer. Bygningshøjden måtte maksimalt være på tre etager og vejen skulle være mindst 20 alen bred. Oprindeligt rummede hele kvarteret et halvt hundrede villaer. Det var meget fashionabelt med placeringen helt ned til stranden, og det tiltrak mange kunstnere og rigmænd.
I 1950'erne var eksklusiviteten dalet. Vejviseren har flere mejerier, arbejdere, et pensionat, lidt industri og endda en pølsemager.
I 1960'erne havde Arne Sejrs antikommunistiske efterretningsorganisation adresse i nummer 1 under navnet Magasin London. Herfra arbejdede senere biskop og kongelige konfessionarius Erik Norman Svendsen med indsamling af information om kommunister.
Der skal god vilje til at betragte Rosenvængets Allé som en allé. Alle bebyggelser i gaden har i dag enten høj eller middel bevaringsværdi. En enkelt er helt fredet. Mange oprindelige villaer er revet ned, senest som følge af en kontroversiel lokalplan i 2006.

## Nævneværdige bygninger i gaden
- Nr. 7: Café. Her blev der under en renovering for nogle år siden afdækket dekorationer fra en slagterbutik fra omkring år 1900. De er i dag fuldt afdækket.

- Nr. 9: Her lå Østerbros politistation, hvor en af Østerbros originale personligheder Maximilian Tvermoës var ansat i 1930'erne.

- Nr. 11: Tidligere KTAS Central Øbro. Bygningen med fine kobberdetaljer fra 1933 i art deco-stil er tegnet af Jens Ingwersen og Jørgen V. Jepsen.

- Nr. 18: Her lå en nu nedrevet villa fra 1865 af H.C. Stilling.

- Nr. 25: Her boede kaptajn, senere kontreadmiral Christian Bastrup.

- Nr. 32: Her lå indtil nedrivningen 2006 Mozart Waagepetersens villa fra 1872. Han var grundlæggeren af Rosenvænget.

- Nr. 34: Her lå indtil nedrivningen 2006 en villa i italiensk stil fra 1874, udvidet 1900 til brug for lægen Thorkild Rovsing, der havde klinik her. Siden blev det omdannet til Institut Française og en foredragssal blev tilbygget 1959 ved Tobias Faber og Jytte Jensenius.

- Nr. 46: Fredet villa, opført 1875 af Vilhelm Dahlerup til maleren C.F. Aagaard (der skulle være et lyst atelier øverst, det er derfor at det er så højt). Bemærk de marmorborner, der står i indkørslen. De stod oprindeligt foran Det gamle Kgl. Teater på Kongens Nytorv og regulerede færdslen til og fra teateret.

- Nr. 50: Her boede stadskonduktør Thorvald Krak, manden der bl.a. startede den berømte vejviser og gennemførte det konsekvente bynavne-vejsystem på Østerbro.